# Placa indoaustraliana

Mapa de las placas tectónicas. La placa Indoaustraliana esá dividida en la placa Australiana (color naranja) y la placa indostánica (en rojo).

La placa indoaustraliana es una placa tectónica que se extiende desde la frontera de la India con China y Nepal, abarcando el subcontinente indio, este del océano Índico, Australia, Melanesia y extendiéndose hasta Nueva Zelanda. Se subdivide en dos placas que se fusionaron hace 50-55 millones de años, y cuyos límites mantienen una baja actividad tectónica: la placa australiana y la placa índica.
India, Australia, Nueva Guinea, Tasmania, Nueva Zelanda, y Nueva Caledonia, son todos fragmentos del antiguo supercontinente de Gondwana. Al separarse, el piso oceánico fragmentó estas masas de tierra unas de otras y, por un tiempo, se pensó que estos centros se encontraban inactivos y fundidos en una sola placa. Sin embargo recientes investigaciones indican separación de placas, por lo que tomará un tiempo en que las publicaciones corroboren correctamente este hecho

## Características de la placa
El lado oriental de la placa es el límite convergente con la placa del Pacífico. La placa del Pacífico se hunde debajo de la placa Australiana y forma la fosa de Kermadec y los arcos de islas de Tonga y Kermadec. En la fosa de las Nuevas Hébridas, la placa australiana está siendo subducida debajo de la microplaca de las Nuevas Hébridas en la zona de subducción de Vanuatu hacia el este, donde la fosa tiene una orientación norte-sur. Nueva Zelanda está situada a lo largo del límite sudeste de la placa, que con Nueva Caledonia conforman los extremos meridional y septentrional de la antigua masa de tierra de Zelandia, la cual se separó de Australia hace 85 millones de años. La parte central se hundió bajo del mar.
El margen meridional de la placa forma un límite divergente con la placa antártica. El lado occidental se subdivide con la placa indostánica que limita con la placa árabe al norte y la placa africana al sur. El margen septentrional de la placa indostánica forma un límite convergente con la placa Eurasiática, lo que constituye el proceso orogénico activo del Himalaya y las montañas del Hindukush.
El lado de nordeste de la placa Australiana forma un límite de subducción con la placa eurasiática en el océano Índico y entre las fronteras de Bangladés y Birmania, y al sudoeste de las islas indonesias de Sumatra y Borneo. El límite de hundimiento a través de Indonesia se refleja en la línea de Wallace.

## Historia reciente
Existe el consenso de que la India y Australia están en una sola placa tectónica desde al menos los últimos 32 millones de años. Sin embargo, teniendo en cuenta el alto nivel de grandes terremotos en la zona y la evidencia de deformación en el fondo del Índico central, se estima que la placa indoaustraliana se estaría dividiendo y la Dorsal del Meridiano Noventa Este sería la frontera.